# Ambrosio Echebarria Arroita
Ambrosio Echebarría Arroita (* 1. April 1922 in Zeberio, Bizkaia; † 6. Dezember 2010 in Bilbao) war ein spanischer katholischer Geistlicher und von 1974 bis 1999 Bischof von Barbastro-Monzón.

## Leben
Echebarria Arroita empfing nach dem Studium der Theologie und Philosophie am 29. Juni 1947 die Priesterweihe in Vitoria-Gasteiz. An der Päpstlichen Universität Comillas wurde er in kanonischem Recht promoviert.
Papst Paul VI. ernannte ihn 1974 zum Bischof des Bistums Barbastro-Monzón. Die Bischofsweihe spendete ihm am 2. November 1974 der Militärerzbischof von Spanien, José López Ortiz OSA; Mitkonsekratoren waren Pedro Cantero Cuadrado, Erzbischof von Saragossa, und Francisco Peralta y Ballabriga, Bischof von Vitoria.
Seinem altersbedingten Rücktrittsgesuch wurde 1999 durch Papst Johannes Paul II. stattgegeben.

## Wirken
Neben seinem Amt als Bischof war er Mitglied der Bischöflichen Kommission für pastorale Sozialarbeit (Comisión Episcopal de Pastoral Social). Kurz darauf setzte er sich auf einer Sitzung der Spanischen Bischofskonferenz für die Einrichtung einen eigenen Institution für die Gefängnisseelsorge ein. Nach der Gründung der Delegación Episcopal de Pastoral Penitenciaria 1981 war er deren Leiter von 1981 bis 1990. Für die dort geleistete Arbeit wurde ihm die Silbermedaille der Generaldirektion für Gefängnisse verliehen.
Während seiner Amtszeit setzte er sich für die Seligsprechung der Claretiner-Priester Felipe de Jesus Munarriz, Ceferino „El Pelé“ Giménez Malla und Florentino Asensio Baroso ein, die kurz nach Beginn des spanischen Bürgerkrieges im August 1936 erschossen wurden. Die Seligsprechung von de Jesus Munarriz erfolgte am 25. Oktober 1992 und von Giménez Malla und Asensio Baroso am 4. Mai 1997 durch Papst Johannes Paul II.
Darüber hinaus trat er für die Rückgabe von 112 Kunstgegenständen ein, die durch ein Dekret des damaligen Apostolischen Nuntius in Spanien, Lajos Kada, veranlasst wurde.